# إنقاذ السلاحف

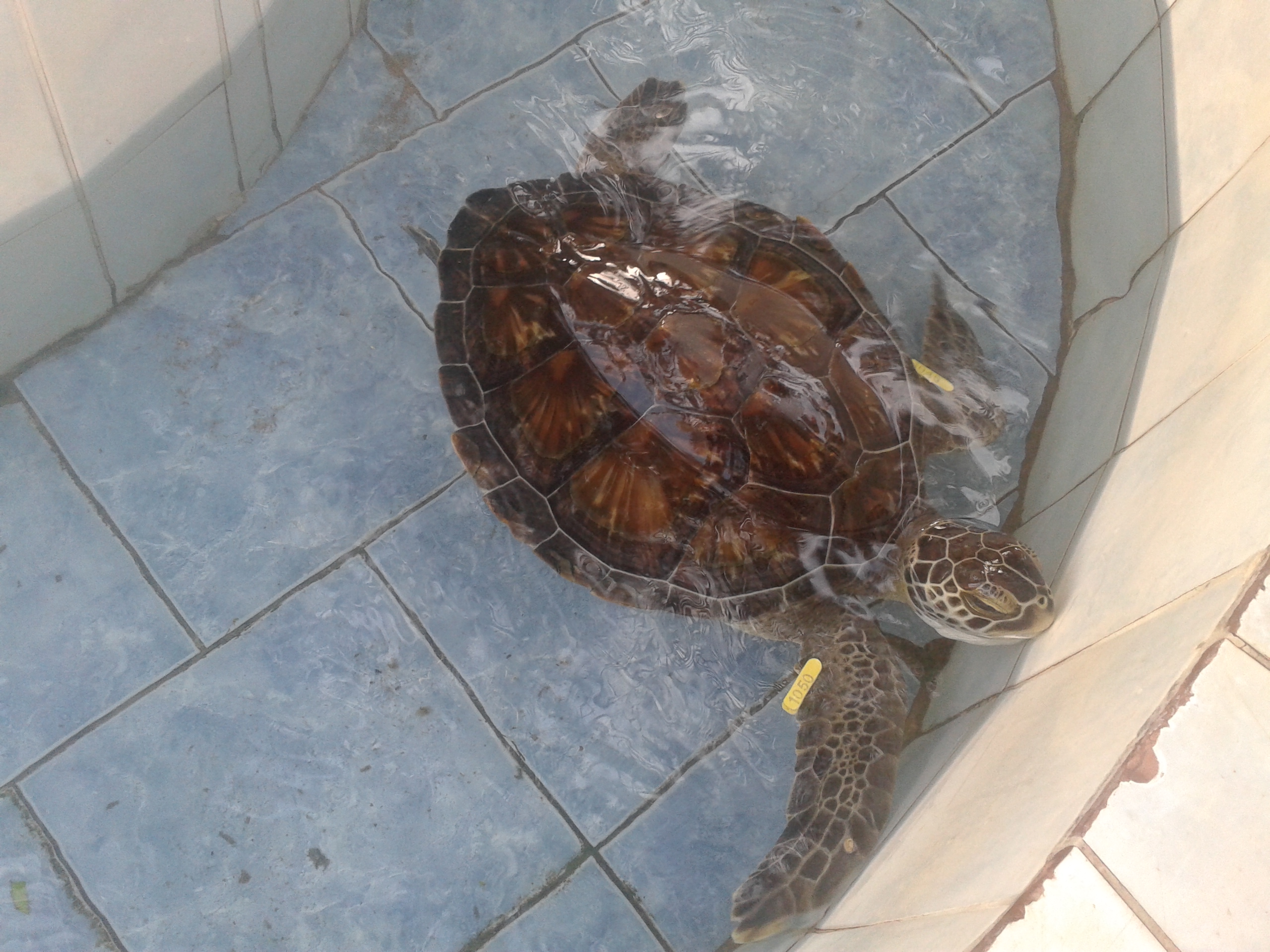
السلحفاة البحرية الخضراء «شورب» قبل اطلاقها في خليج العقبة في مدينة دهب ، وقد تم مصادرتها بامر النيابة العامة في وقت سابق من أحد المطاعم في مدينة نصر طبقا للقانون المصري الذي يحظر حيازتها

يهتم العالم بإنقاذ السلاحف لما لها من دور هام وفعال في التوازن البيئي، وتعاني السلاحف اليوم من الصيد الجائر وتدمير اماكن تكاثرها على اليابسة بسبب انشطة الإنسان وتلوث البحار بالبلاستيك والزيوت النفطية.

## اتفاقيات دولية تحمي السلاحف
- اتفاقية سايتس «CITES».[2]
- اتفاقية التنوع البيولوجي «CBD».[3]
- اتفاقية بون «CMS» المحافظة على الأنواع البرية المهاجرة.[4]
- اتفاقية برشلونة «حماية البحر المتوسط من التلوث» وما الحق بها من بروتوكول المناطق المتمتعة بحماية خاصة والتنوع البيولوجي في البحر المتوسط.[5][6]
- الاتفاقية الإقليمية للمحافظة على بيئة البحر الأحمر وخليج عدن.[7]

## الدول العربية
- في نوفمبر 2001، السعودية تنتهي من تسجيل 3000 سلحفاة بحرية.[8]
- في يناير 2011 تقرير عن حالات مصادرة السلاحف البحرية التي تباع في الاسواق المصرية وعن عادات بعض المصريين في اكلها وشرب دمائها.[9]
- في نوفمبر 2011، في العقبة إنقاذ سلحفاة بحرية صغيرة بعد ان كانت عالقة في كيس بلاستيكي واعادة اطلاقها.[10]
- في فبراير 2012، تقرير عن محمية منطقة شاطئ السعديات في أبوظبي للسلاحف البحرية التي تتخذ من الشاطئ منطقة تبنى فيها أعشاشها.[11]
- في 20 مارس 2012، في مرسى علم تم العثور على سلحفاة بحرية صقرية المنقار طافية على سطح الماء، وفاقدة للحركة وتم سحبها من المياه وابقائها للعلاج.[12]
- في سبتمبر 2012، في جنوب مدينة صور عثر على سلحفاة بحرية عالقة في قناة ري القاسمية وتم اعادتها إلى البحر.[13]
- في أكتوبر 2012، العثور على ما يقرب من مائة سلحفاة بحرية نافقة على شواطئ بحيرة البردويل.[14][15][16][17][18][19][20]
- في أبريل 2013، إنقاذ سلحفاة بحرية علقت في إحدى توربينات الشفط في معمل الجية الحراري، حيث تم تضميد ومعالجة الجروح التي إصيبت بها، وإطلاق سراحها في المياه.[21]
- في سبتمبر 2013 انقاذ سلحفاة بحرية علقت في شباك الصيد لاحد الصيادين من مدينة صور.[22]
- في أغسطس 2013 في البحرين تم رصد سلحفاة بحرية من نوع كبيرة الرأس مصابه وواعادة اطلاقها بعد علاجها.[23]
- في نوفمير 2013، العثور على سلحفاة بحرية نافقة في ساحل مدينة الجديدة.[24]
- في ديسمبر 2013 تم مصادرة [ملاحظة 1] سلحفاة بحرية خضراء في مطعم في مدينة نصر [25][26][27] واعادة اطلاقها في مدينة دهب.[28]
- في يناير 2014، في بورسعيد مصادرة سلحفاة بحرية واطلاقها في البحر.[29]
- في يوليو 2014، دبي تطلق 110 سلحفاة بحرية بعد معالجتها في «مركز إعادة تأهيل السلاحف».[30]
- في أغسطس 2014 تمت مصادرة سلحفاة صقارية المنقار في الغردقة وايداعها في «معهد علوم البحار» تمهيدا لاطلقها.[31]
- في نوفمبر 2014 تم الانتهاء من مشروع دراسة السلاحف صقارية المنقار في الخليج العربي وتم وسم 75 سلحفاة وتركيب أجهزة إرسال عبر الأقمار الصناعية.[32][33]
- في ديسمبر 2014، حملة في الكويت للتوعية بضرورة حماية السلاحف البحرية من المخاطر التي تهددها.[34]
- في يناير 2015، في مدينة الأسكندرية مصادرة سلحفاة بحرية من أحد المطاعم واطلاقها في البحر.[35]

## العالم
- في ديسمبر 2010 إنقاذ أكثر من 250 سلحفاة البحرية ضربها الطقس شديد البرودة في ولاية فلوريدا لتبقى في مرافق إعادة تأهيل السلاحف إلى أن يعود الطقس إلى الدفء اللازم لها.[36]
- في أكتوبر 2013 تم العثور على أكثر من 100 سلحفاة بحرية في المحيط الهادئ قبالة السلفادور في حالة نفوق جماعي يعتقد أن تكون ناجمة عن تكاثر الطحالب بشكل كبير.[37]
- في فبراير 2014، العثور على أكثر من 900 سلحفاة مائية نافقة على طول ساحل جنوب الهند.[38]
- في مارس 2015، إنقاذ سلحفاة بحرية بولاية ساوث كارولينا، ووعلاجها في متحف للأحياء المائية.[39]